# Leioproctus humerosus
Leioproctus humerosus är en biart som först beskrevs av Smith 1879.  Leioproctus humerosus ingår i släktet Leioproctus och familjen korttungebin. Inga underarter finns listade i Catalogue of Life.